# Натуш, Альберто
Альбе́рто На́туш Буш (исп. Alberto Natusch Busch; 23 мая 1933, Риберальта, Боливия — 23 ноября 1994, Санта-Крус-де-ла-Сьерра, Боливия) — боливийский военный и государственный деятель, член правительства Уго Бансера. Организатор военного переворота, президент Боливии в течение 16 дней ноября 1979 года.

## Военная карьера
Родился в семье немецко-арабского происхождения, являлся племянником бывшего президента Боливии Хермана Буша. В 1951 окончил военное училище. Продолжал обучение в западногерманской школе горнострелковых войск (1963—1964) и Высшем военном училище Аргентины (1968—1969). Вернувшись в Боливию, преподавал в военно-инженерном училище. Служил в системе генерального штаба боливийской армии.
В 1970-х годах Альберто Натуш состоял доверенным членом кабинета правого военного диктатора Уго Бансера. В 1973—1978 занимал пост министра сельского хозяйства Боливии. К концу первого правления генерала Бансера («Banzerato») Альберто Натуш имел воинское звание полковника.

## 16 дней президентства
1 ноября 1979 года полковник Натуш возглавил военный переворот и свержение исполняющего обязанности президента Вальтера Гевары Арсе. В официальных заявлениях переворот характеризовался как «революция», сравнимая с событиями 1952 года. Однако, по общим оценкам, одной из главных причин путча являлось опасение перед расследованием уголовных и экономических преступлений, совершённых во времена «Banzerato».
Переворот Альберто Натуша столкнулся с общенациональным протестом, организованным Боливийским рабочим центром, во главе которого стоял руководитель Федерации профсоюзов рабочих горнорудной промышленности Боливии Хуан Лечин. Профсоюзы отстаивали переход к демократическому строю и гражданскому правлению. Полковник Натуш попытался подавить протесты вооружённой силой, стрельба по демонстрантам велась даже с вертолётов. Погибли около 100 человек, более 200 были ранены, 140 пропали без вести. Учитывая кратковременность пребывания у власти (всего 16 дней) и масштаб потерь, режим Альберто Натуша оказался самым кровавым в истории Боливии. При этом правительство Натуша не выдвигало какой-либо программы действий, его административные акты не отразились на развитии страны.
Впоследствии Альберто Натуш говорил, что был введён в заблуждение «недобросовестными политиками», обещавшими ему широкую поддержку, которой не оказалось. Немаловажную роль сыграл отказ американской администрации Джимми Картера признать правительство Натуша.
Действия Натуша, воспринятые как организация кровопролития из личных амбиций, вызвали всеобщее общественное негодование. 16 ноября 1979 года Альберто Натуш согласился уйти в отставку. Для сохранения лица он настоял на прекращении полномочий свергнутого им Вальтера Гевары. Ради прекращения кровопролития Национальный конгресс согласился на это условие. Новым и. о. президента Боливии стала председатель палаты депутатов Лидия Гейлер Техада.

## Попытка возврата и уход из политики
Спустя восемь месяцев, 17 июля 1980 года, в Боливии произошёл новый военный переворот, совершённый генералом Луисом Гарсиа Месой. Установился ультраправый режим «гарсиамесизма», тесно связанный с организованной преступностью.
В августе 1981 полковник Натуш участвовал в отстранении от власти генерала Гарсиа Месы. Однако новые власти не привлекли Натуша в свои структуры, поскольку его репутация после ноября 1979 оставалась негативной. Альберто Натуш отошёл от политики.